# Robert Stanilewicz
Robert Stanilewicz – polski dziennikarz.
Z TVN24 związany jest od samego początku istnienia stacji, czyli od 2001 roku. Prowadził serwisy ekonomiczne oraz magazyn Bilans. Od 3 lipca 2004 roku był też gospodarzem magazynu o finansach osobistych Portfel, za co w 2005 otrzymał nagrodę im. Władysława Grabskiego, przyznawaną przez Narodowy Bank Polski we współpracy z Agencją Reutera oraz Stowarzyszeniem Dziennikarzy Polskich. Za magazyn Portfel został też uhonorowany nagrodą Libertas et Auxilium, a za działalność dziennikarską związaną z tematem bankowości i finansów nagrodą im. Mariana Krzaka. Od czerwca 2007 roku Robert Stanilewicz był również gospodarzem magazynu Fakty, ludzie, pieniądze. Od września 2007 prowadził program 90 minut w TVN CNBC. Od 1 stycznia 2014 do września 2018 był związany z TVN24 BiS. Od października 2018 pracuje w firmie Analizy Online SA, gdzie w ramach programu Analizy Player w rozmowach ze specjalistami w zakresie finansów omawia najistotniejsze dla krajowego rynku kwestie.